# Ernest Clark
Ernest Clark MC, född 12 februari 1912 i City of Westminster, London, död 11 november 1994 i Hinton St George, Somerset, var en brittisk skådespelare.

## Rollista i urval
- 1954 – De flögo österut
- 1954 – Doktorn är här
- 1954 – Mästerdetektiven
- 1956 – 1984
- 1956 – Han gav sig aldrig
- 1957 – Min son skall hängas
- 1958 – I giljotinens skugga
- 1963 – Lögnhalsen
- 1963 – Städligan
- 1967 – Attack av commandos
- 1970 – John Shay avrättaren
- 1970 – Song of Norway
- 1982 – Gandhi
- 1988 – I vår herres hage (TV-serie)